# Pentapedilum jokasecundum
Pentapedilum jokasecundum är en tvåvingeart som beskrevs av Sasa och Kazuo Ogata 1999. Pentapedilum jokasecundum ingår i släktet Pentapedilum och familjen fjädermyggor. Inga underarter finns listade i Catalogue of Life.